# 錢斑鱗鮨
錢斑鱗鮨，為輻鰭魚綱鱸形目鱸亞目鮨科的其中一種，分布於西印度洋區，包括阿曼灣、阿拉伯半島南部、葛摩、馬達加斯加、肯亞至南非德班海域，本魚體及魚鰭黑色，並具有許多白斑，胸鰭大，鱗片光滑，體長可達85公分，生活在珊瑚礁、礁石區，為底棲性魚類，屬肉食性，以魚類等為食，可作為食用魚。